# Свешников, Сергей Павлович
Сергей Павлович Свешников (25 мая 1970, Павино, Павинский район, Костромская область, РСФСР, СССР — 12 марта 2024, Ивановская область, Россия) — российский командир военно-транспортного самолёта «Ил-76», майор. Герой Российской Федерации (2024, посмертно).

## Биография
Родился 25 мая 1970 года в селе Павино Павинского района Костромской области в семье служащих.
С 1987 года в Вооружённых силах СССР, позже в Вооружённых силах Российской Федерации. Являлся курсантом Тамбовского высшего военного училища лётчиков им. Расковой, которое окончил с отличием в 1991 году по специальности «командная тактическая бомбардировочной авиации». Свешникову была присвоена квалификация «военный лётчик 3-го ранга». Им был освоен учебно-боевой самолёт Л-29.
В последние годы проживал в Твери вместе со своей семьёй, был женат, есть сын.
Во время планового полёта военно-транспортного самолёта Ил-76, которым командовал майор Свешников, загорелся один из двигателей самолёта при взлёте, после чего экипаж самолёта попытался совершить посадку в аэропорту Северный, но поняв, что сесть не получится, Свешников со своим экипажем увёл самолёт от жилых кварталов села Богородское Ивановской области, в нежилую местность близ деревни Подталицы, где самолёт упал 12 марта 2024 года.
Он был удостоен звания Герой Российской Федерации, посмертно.

## Звания и награды
- Герой Российской Федерации (Указом Президента Российской Федерации «закрытым» от 22 апреля 2024 года «За мужество и героизм, проявленные при исполнении воинского долга, командиру корабля майору Сергею Павловичу Свешникову было присвоено звание Героя Российской Федерации, посмертно»)[2][5][6].
- Медаль Нестерова (21 мая 2020).

## Память
- Постановлением Костромской областной Думы от 3 июля 2024 года Павинской средней общеобразовательной школе было присвоено имя героя России Сергея Свешникова[7].
- На здании школы имени Сергея Свешникова открыта мемориальная доска в честь его имени[8].